# Papuaphiloscia laevis
Papuaphiloscia laevis är en kräftdjursart som först beskrevs av Schultz 1973.  Papuaphiloscia laevis ingår i släktet Papuaphiloscia och familjen Philosciidae. Inga underarter finns listade i Catalogue of Life.